# Iwaszkowce (rejon tarnopolski)
Iwaszkowce – wieś na Ukrainie, w obwodzie tarnopolskim, w rejonie tarnopolskim.
Znajduje tu się przystanek kolejowy Iwaszkowce, położony na linii Szepetówka – Tarnopol.
Do 2020 w rejonie zbaraskim.